# 羅景錫
羅 景錫（ナ・ギョンソク、나경석、 1890年9月27日(旧暦8月14日) - 1959年12月31日）は、朝鮮の独立運動家、実業家。
本貫は羅州羅氏。洋画家で作家の羅蕙錫は実妹。

## 人物
父・羅基貞と母・崔是議の間に京畿道水原に生まれた。父の家系は代々官僚をつとめ、資産家で子弟教育に関心が高かった。
1910年に日本に留学し、1914年に東京高等工業学校（現東京工業大学）を卒業。同年、大阪に移り、鄭泰信が組織した朝鮮人労働者の相互扶助団体である朝鮮人親睦会を主導するなど、労働運動に従事した。
1918年に朝鮮に戻り、金性洙が経営する中央学校の物理学の教師となった。そしてウィルソンの民族自決主義発表に触発され、三・一独立運動の際には、独立宣言書を満州に届けた。
1920年には『東亜日報』の客員記者となり、革命後のロシアを取材、1922年に新潟県で朝鮮人労働者が虐殺された事件では、記者として真相究明にあたった。また、張徳秀らの高麗共産党上海派の国内メンバーにも名を連ねた。
1924年以降は満州に移り、農場や工場を経営、1945年の解放後は、宋鎮禹や金性洙が結成した韓国民主党に参加した。